# Војводство светокришко
Војводство Светокришко (пољ. Województwo świętokrzyskie) је једно од 16 пољских војводства. Основано је 1. јануара 1999. године. Налази се у централном делу Пољске. Седиште војводства је град Кјелце.

## Положај
Крајње тачке војводства су:
- на западу насеље Домбје (пољ. Dąbie 19°43' E)
- на истоку насеље Завихост (пољ. Zawichost 21°42' E)
- на северу околина Камјене Воле (пољ. Kamienna Wola 51°21' N)
- на југу околина Сенђишовица (пољ. Sędziszowice 50°10' N)

Један део граница војводства су природне границе - на североистоку и истоку границу чини река Висла, на западу река Пилица.
Скоро цело војводство (Изузетак је једна четврт града Сандомјежа (пољ. Sandomierz) се налази на левом делу слива реке Висле
Граничи се са следећим војводствима:
- Војводство Лублин
- Војводство Лођ
- Војводство Малопољско
- Војводство Мазовско
- Војводство Поткарпатје
- Војводство Шлеско

## Административна подела
Војводство Светокришко се састоји из 14 повјата (град Кјелце је град са статусом повјата) и 102 општине.
На терену војводства се налази 31 град и 2.542 села.

### Градови
У овом војводству се налази 31 град. Градови су поређани по броју становника (од 31. децембра 2006)
1. Кјелце (пољ. Kielce) – 207.188 (109,45 km²)
2. Островјец Свјентокшиски (пољ. Ostrowiec Świętokrzyski) – 73.663 (46,41 km²)
3. Стараховице (пољ. Starachowice) – 55.126 (31,83 km²)
4. Скаржиско-Камјена (пољ. Skarżysko-Kamienna) – 48.957 (64,16 km²)
5. Сандомјеж (пољ. Sandomierz) – 24.962 (28,32 km²)
6. Коњскје (пољ. Końskie) – 22.361 (17,68 km²)
7. Сташов (пољ. Staszów) – 19.468 (28,90 km²)
8. Буско-Здрој (пољ. Busko-Zdrój) – 17.172 (12,28 km²)
9. Јенджејов (пољ. Jędrzejów) – 16.555 (11,37 km²)
10. Пињчов (пољ. Pińczów) – 12.304 (14,32 km²)
11. Влошчова (пољ. Włoszczowa) – 10.780 (30,17 km²)
12. Сухедњов (пољ. Suchedniów) – 8.870 (59,34 km²)
13. Полањец (пољ. Połaniec) – 8.315 (17,19 km²)
14. Опатов (пољ. Opatów) – 6.818 (9,36 km²)
15. Сенђишов (пољ. Sędziszów) – 6.801 (7,97 km²)
16. Стомпорков (пољ. Stąporków) – 5.999 (11,07 km²)
17. Казимјежа Вјелка (пољ. Kazimierza Wielka) – 5.746 (5,34 km²)
18. Ожаров (пољ. Ożarów) – 4.818 (7,79 km²)
19. Хенћини (пољ. Chęciny) – 4.254 (14,12 km²)
20. Хмјелњик (пољ. Chmielnik) – 3.983 (7,90 km²)
21. Малогошч (пољ. Małogoszcz) – 3.936 (9,61 km²)
22. Ћмјелов (пољ. Ćmielów) – 3.174 (13,21 km²)
23. Кунов (пољ. Kunów) – 3.110 (7,28 km²)
24. Далешице (пољ. Daleszyce) – 2.800 (15,50 km²)
25. Вонхоцк (пољ. Wąchock) – 2.754 (16,01 km²)
26. Копшивњица (пољ. Koprzywnica) – 2.539 (17,90 km²)
27. Бодзентин (пољ. Bodzentyn) – 2.243 (8,65 km²)
28. Осјек (пољ. Osiek) – 1.956 (17,44 km²)
29. Завихост (пољ. Zawichost) – 1.823 (20,15 km²)
30. Скалбмјеж (пољ. Skalbmierz) – 1.325 (7,13 km²)
31. Ђалошице (пољ. Działoszyce) – 1.065 (1,91 km²)